# Suicide Notes and Butterfly Kisses
Suicide Notes and Butterfly Kisses är Atreyus tredje album. Det släpptes 2002.

## Låtlista
1. A Song for the Optimist - 4:39
2. Dilated - 3:34
3. Ain't Love Grand - 3:43
4. Living Each Day Like you're Already Dead - 2:45
5. Deanne the Arsonist - 3:41
6. Someone's Standing On My Chest - 4:09
7. At Least I Know I'm A Sinner - 3:22
8. Tulips Are Better - 3:32
9. A Vampire's Lament - 3:19
10. Lip Gloss and Black - 5:04